# 邵真
邵真（？—782年），唐朝官员，恒州成德节度使李宝臣手下判官。
邵真累加检校司封郎中、兼御史中丞，专掌公文，被李宝臣所信任。李宝臣死，其子李惟岳拒命擅领成德镇。李正己、田悦派人劝说李惟岳同叛，邵真哭着说：“先公位兼将相，受国厚恩，大夫服丧之中，违背国命，同邻近藩镇作恶，违背先公之志，一定不可以做！田悦与我们靠近，拒绝他又恐招祸；李正己稍远，拒绝他容易些。但令田悦的使者回报，请慢慢考虑办法；执拿李正己的使者送京师，因请朝廷讨伐，朝廷必嘉赏大夫之忠，节度使的职位也就可以被任命了。”李惟岳同意，令邵真草奏。将要出发，孔目吏胡震对李惟岳说：“此事不小，请和将吏商议。”长史毕华说：“先公与魏博、淄青二道亲好，二十余年，一朝相背，恐生事端。现在执其来使，送到京师。要是没有取得朝廷的信任，李正己兵强，忽来攻城，孤军无援，何以对敌？不如仍旧不要拒绝，慢慢观察其变。”李惟岳又同意了。邵真又劝李惟岳派其弟李惟简入朝，又派遣军吏薛广嗣到河东节度使马燧军中求保荐。田悦屯兵束鹿，听说其谋，派人对惟岳说：“邵真惑乱军政，一定要快杀了他。不然，我就要讨他的罪过了。”李惟岳害怕，处死邵真。朝廷得知后，赠他为户部尚书。其子邵吕擢升为冀州长史。